# Galactia minutifolia
Galactia minutifolia är en ärtväxtart som beskrevs av Ignatz Urban. Galactia minutifolia ingår i släktet Galactia och familjen ärtväxter. Inga underarter finns listade i Catalogue of Life.